# Dam tot Damloop 1988
De Dam tot Damloop 1988 werd gehouden op zondag 9 oktober 1988. Het was de vierde editie van deze loop. Het evenement vond plaats in de stromende regen. De hoofdafstand had een lengte van 10 Engelse mijl (16,1 km).
Deze wedstrijd werd bij de mannen gewonnen door de Portugees Domingos Castro in 46.55. Hij versloeg de Keniaan William Musyoki met slechts twee seconden. De snelste Nederlander was John Vermeule met een finishtijd van 47.10 en een vijfde plaats. Bij de vrouwen won Carla Beurskens voor de tweede maal in haar sportcarrière deze loop. Ditmaal had ze 53.21 nodig voor het parcours.
In totaal namen 10.500 mensen deel aan het evenement, waarvan 8800 lopers op de 10 Engelse mijl en 1700 kinderen bij de minilopen. Bij deze editie van 1988 stond voor het eerst de businessloop op het programma. Hieraan namen 59 teams deel. Het team van de Verenigde Spaarbank was het snelste businessteam met 86 punten.

## Wedstrijd
Mannen
| rang   | naam               | land | tijd  |
| ------ | ------------------ | ---- | ----- |
| Goud   | Domingos Castro    | POR  | 46.55 |
| Zilver | William Musyoki    | KEN  | 46.57 |
| Brons  | Joaqim Pinheiro    | POR  | 47.00 |
| 4      | John Griffin       | IRL  | 47.03 |
| 5      | John Vermeule      | NED  | 47.10 |
| 6      | Mustapha Leghnider | MAR  | 47.12 |
| 7      | Barnaba Korir      | KEN  | 47.18 |
| 8      | Dionísio Castro    | POR  | 47.20 |
| 9      | Carl Harrison      | ENG  | 47.28 |
| 10     | Jos Sasse          | NED  | 47.31 |

Vrouwen
| rang   | naam                | land | tijd  |
| ------ | ------------------- | ---- | ----- |
| Goud   | Carla Beurskens     | NED  | 53.21 |
| Zilver | Joke Kleijweg       | NED  | 57.35 |
| Brons  | Janine van der Bolt | NED  | 58.07 |
| 4      | Kirsten Hauskin     | NOR  | 58.26 |
| 5      | Jolanda Homminga    | NED  | 58.40 |
| 6      | Barbara Kamp        | NED  | 58.44 |

1985 ·
1986 ·
1987 ·
1988 ·
1989 ·
1990 ·
1991 ·
1992 ·
1993 ·
1994 ·
1995 ·
1996 ·
1997 ·
1998 ·
1999 ·
2000 ·
2001 ·
2002 ·
2003 ·
2004 ·
2005 ·
2006 ·
2007 ·
2008 ·
2009 ·
2010 ·
2011 ·
2012 ·
2013 ·
2014 ·
2015 ·
2016 ·
2017 ·
2018 ·
2019